# Izquierda Unida-Verdes de la Región de Murcia
Izquierda Unida-Verdes de la Región de Murcia (IUVRM o IU-Verdes) es la federación regional del movimiento político y social Izquierda Unida en la Región de Murcia (España). 
Desde las elecciones a la Asamblea Regional de Murcia de 2011, José Antonio Pujante fue el único diputado por IU-Verdes en la Asamblea Regional.
Desde 2005, fue reelegido el 8 de mayo de 2009 y nuevamente el 18 de mayo de 2013, José Antonio Pujante fue el Coordinador Regional de la formación murciana. Sustituyó a Cayetano Jaime Moltó, quien fuera Coordinador Regional desde 1999 tras Joaquín Dólera López. El último coordinador regional es José Luis Álvarez Castellanos.

## Organizaciones integrantes

### Partido Comunista de la Región de Murcia
El Partido Comunista de la Región de Murcia (PCRM) es la federación murciana del Partido Comunista de España y como tal, desarrolla y aplica la política aprobada por el PCE en la Región de Murcia, adaptándola y concretándola para las características propias de la Región de Murcia. El objetivo del PCRM es "la transformación social hacia un modelo justo y democrático: el Socialismo". El Secretario General del PCRM es Joaquín Morote.

### Unión de Juventudes Comunistas de España en la Región de Murcia
La Unión de Juventudes Comunistas de España (UJCE) es la organización juvenil del Partido Comunista de España (PCE) en el conjunto del Estado. Independiente en lo organizativo y autónoma en lo político, la Juventud Comunista se considera una organización-escuela de comunistas, de cuadros, de activistas capaces de llevar a cabo la extensión de la lucha ideológica, política y económica por la superación del sistema capitalista y sus contradicciones. La Secretaria Política de la UJCE-RM es Carla Grau.

### Ecosocialistas de la Región de Murcia
El 15 de noviembre de 2010, el Consejo Político Regional de IU-Verdes en Murcia, aprobó por unanimidad la incorporación a sus filas de una nueva organización política, Ecosocialistas de la Región de Murcia, conformada por personas ajenas a IU-Verdes y militantes independientes de la misma.
Ecosocialistas de la Región había sido constituido la semana anterior con el objetivo, según establecen sus estatutos, de trabajar de manera coordinada con Izquierda Unida-Verdes de la Región de Murcia para "transformar la sociedad sobre la base de los principios de la ecología social, la democracia participativa y el socialismo". El coordinador de Ecosocialistas es Pedro Fernández Riquelme.

## Resultados electorales

### Elecciones autonómicas
| Fecha | Líder                         | Votos  | Porcentaje | Escaños | +/-         | Situación | Posición | Notas                                 |
| ----- | ----------------------------- | ------ | ---------- | ------- | ----------- | --------- | -------- | ------------------------------------- |
| 1987  | Pedro A. Ríos                 | 37.757 | 7,45%      | 1/45    |             | Oposición | 4.º      |                                       |
| 1991  | Pedro A. Ríos                 | 52.863 | 10,21%     | 4/45    | 3           | Oposición | 3.º      |                                       |
| 1995  | Joaquín Dólera                | 78.664 | 12,48%     | 4/45    | Sin cambios | Oposición | 3.º      |                                       |
| 1999  | Joaquín Dólera                | 42.634 | 6,99%      | 1/45    | 3           | Oposición | 3.º      |                                       |
| 2003  | Cayetano Jaime Moltó          | 36.754 | 5,66%      | 1/45    | Sin cambios | Oposición | 3.º      |                                       |
| 2007  | José Antonio Pujante          | 40.633 | 6,25%      | 1/45    | Sin cambios | Oposición | 3.º      |                                       |
| 2011  | José Antonio Pujante          | 50.913 | 7,83%      | 1/45    | Sin cambios | Oposición | 3.º      |                                       |
| 2015  | José Antonio Pujante          | 30.761 | 4,83%      | 0/45    | 1           |           | 5.º      | Dentro de Ganar la Región de Murcia.  |
| 2019  | José Luis Álvarez Castellanos | 13.179 | 2,02%      | 0/45    |             |           | 8.º      | Dentro de Cambiar la Región de Murcia |
| 2023  | José Luis Álvarez Castellanos | 32.173 | 4,70%      | 2/45    | 2           | Oposición | 4.º      | Dentro de Unidas Podemos              |

### Elecciones generales
| Fecha             | Votos   | Porcentaje | Escaños | Posición | Notas                    |
| ----------------- | ------- | ---------- | ------- | -------- | ------------------------ |
| 1986              | 24.222  | 4,52%      | 0/8     | 4.º      |                          |
| 1989              | 51.105  | 9,19%      | 0/9     | 4.º      |                          |
| 1993              | 63.717  | 9,71%      | 1/9     | 3.º      |                          |
| 1996              | 73.961  | 10,53%     | 1/9     | 3.º      |                          |
| 2000              | 41.842  | 6,24%      | 0/9     | 3.º      |                          |
| 2004              | 30.787  | 4,27%      | 0/9     | 3.º      |                          |
| 2008              | 22.512  | 2,94%      | 0/10    | 3.º      |                          |
| 2011              | 41.896  | 5,7%       | 0/10    | 4.º      |                          |
| 2015              | 22.767  | 3,13%      | 0/10    | 5.º      | Dentro de Unidad Popular |
| 2016              | 103.522 | 14,51%     | 1/10    | 4.º      | Dentro de Unidos Podemos |
| Abril de 2019     | 80.053  | 10,41%     | 1/10    | 5.º      | Dentro de Unidas Podemos |
| Noviembre de 2019 | 63.461  | 8,88%      | 1/10    | 4.º      | Dentro de Unidas Podemos |
| 2023              | 71.578  | 9,57%      | 1/10    | 4.º      | Dentro de Sumar          |